# Dubok (przystanek kolejowy)
Dubok (biał. Дубок, ros. Дубок) – przystanek kolejowy w lasach w pobliżu miejscowości Podlesie Kamienieckie, w rejonie brzeskim, w obwodzie brzeskim, na Białorusi. Leży na linii Kijów – Chocisław – Brześć.